# Розквит (Одесская область)
Розквит (укр. Розквіт) — село, относится к Березовскому району Одесской области Украины.
Население по переписи 2001 года составляло 1050 человек. Почтовый индекс — 67324. Телефонный код — 4856. Занимает площадь 1,842 км². Код КОАТУУ — 5121283601.
На топографической карте 1964 года село именуется как Расцвет.

## Местный совет
67324, Одесская обл., Березовский р-н, с. Розквит, ул. Почтовая, 1